# Cristina (cantante)
María del Carmen Arévalo Latorre (Barcelona, 19 de septiembre de 1943), conocida como Cristina, es una cantante española de música pop.

## Biografía
Nació en Barcelona el 19 de septiembre de 1943 y desde joven soñaba con ser artista y llegar a ser famosa. Junto a unos amigos, (Juan, Alfonso, Rafa y Paco) decidió formar el grupo "Donald Duck", para tocar en  fiestas y con el que posteriormente se presentó a un concurso radiofónico, consiguiendo así su primer premio artístico. Cuando en 1966 grabó su primer disco, el grupo pasó a llamarse Los Stop con los que obtuvo sonados éxitos ("Tres cosas (Salud, dinero y amor)", "El turista 1.999.999", "Yo te daré", "La, la, la", etc.)
Tras dejar a Los Stop, comenzó una carrera en solitario llena de éxitos y en la que demostró su valía como cantante. Después de varios intentos llegó la canción "Viva la vida", que volvió a hacerla muy popular.
En 1970, TVE produjo un programa para elegir la canción del festival de Eurovisión, y en consecuencia a su intérprete, que representaría a España en 1971, evento que se celebró en la ciudad de Dublín. En este programa, Cristina participó junto a Rocío Jurado, Karina, Nino Bravo, Elena de Los Mismos, Concha Márquez Piquer, Junior y Jaime Morey. El jurado estimó que la canción interpretada por Karina, "En un mundo nuevo" de Tony Luz y Rafael Trabuchelli, era la más idónea para representar a España en el certamen. Finalmente, obtuvo 116 puntos y quedó en segunda posición.
Siguieron los éxitos discográficos con canciones como "Cambiemos el color del cielo", "Todas las cosas", "Concierto para una voz", "Amarillo". Poco después, decidió retirarse del mundo artístico abriendo su propio negocio y dedicándose a cuidar de su hija.
En 1973 decidió continuar con su carrera en solitario, realizando versiones y consiguiendo el éxito con algunos temas compuestos en exclusiva para ella por Juan Pardo, Camilo Blanes o De la Calva y Arcusa (Dúo Dinámico), como "Las calles mojadas", "Eternamente enamorada", "Mama samba" o "Amor prohibido".
En 1975 graba con Ariola la canción "De igual color", con la que había obtenido el Primer Premio del IV Festival de la Canción de la Paz organizado por La Voz de Valladolid en 1974.
En 1980, graba un nuevo LP con canciones de Manolo Galván (líder de Los Gritos) y de su hermano J. Ignacio Galván, de entre las que cabe destacar la canción "Durmiendo en la misma cama".
En 1999, con "Fórmula Diablos" marcha a Miami en donde fue muy bien recibida y obtuvo un gran éxito, que la haría volver en octubre de 2005 al "Miami Dade County Auditorium" con el espectáculo "Lluvia de estrellas" en el que actuaba junto a Karina, Los Mitos y Tony Landa y en abril de 2006 al "Manuel Artime Theater" en un mano a mano con Manolo Galván.
"Tengo que reconocer que en Miami me quieren muchísimo e incluso nuestros amigos cubanos me comparan con su Olga Guillot", cuenta Cristina, por lo que en el mes de julio de 2007 vuelve de nuevo a esta preciosa tierra, haciendo un paréntesis entre las galas que viene ofreciendo por nuestro país, viaje del que regresa, una vez más, encantadísima del público de esa tierra tan preciosa que la aclamó como a una diosa.
A la vuelta de su último viaje a Miami, adopta el nombre de Cristina Stop y se dedicó a preparar una nueva grabación que ha visto la luz en un Cd conteniendo diez canciones, de entre las que cabe destacar "Empecemos desde cero", "Háblame de ti", o "Cruzando miradas", por mencionar algunas.

## Discografía
Ver discografía con Los Stop

1969
CRISTINA Y LOS STOPS
- Sp Belter 07.533: Corazón contento / La noche se va
- Sp Belter 07.535-A: Me acuerdo de ti / Que viva el amor
- Sp Belter 07.619: Hola, que tal (Festival de Benidorm) / Dónde están los mozos (Con Manolo Galván)
- Sp Belter 07.665: Gracias mamá / Voy a hacer una canción
Recopilaciones y Curiosidades:
- LP Belter: Vacaciones en la Costa del Sol Vol.II - Corazón contento
- Lp Orlador: Voces y Conjuntos - Cristina y Los Stops cantan:
- Lp Belter: Sensacional 69 - Los Stops cantan:
- Disco demostración de Belter: Dónde están los mozos (Con Manolo Galván) / La noche se va / Hola, qué tal

CRISTINA
- Sp Belter 07.531: Pruébalo / Nací enamorada
- Sp Belter 07.586-A: Son San Juan (Del festival de la Canción de Mallorca) / Gracias a Dios
- Disco Sorpresa Fundador: Nací enamorada / Pruébalo / Me acuerdo de ti / Que viva el amor
- Sp Belter 07.620-A: La noche se va / La luz del día
- Sp Belter 07.663: Viva la vida / El extraño del pelo largo
- Lp Belter Festival Europe 1969: Cristina canta Tres cosas (Salud, dinero y amor)

1970

- Sp Belter 07.708-A: Me gusta, me gusta / Cambiemos el color del cielo
- Sp Belter 07.737: Al fin / A vivir
- Sp Belter 07.739: Concierto para una voz / Todas las cosas(1ºpremio Festival Eurovisión 1970)
- Lp Belter 22.420: Me gusta, me gusta / Viva la vida / Cambiemos el color del cielo / Gracias a Dios / Que viva el amor / Me acuerdo de ti / Gracias mamá / La noche se va / Son San Juan / Hola, que tal? / El extraño del pelo largo / Arlequín
- Ep Belter EMB-15: Disco promoción varios artistas. Cristina canta Me gusta, me gusta y Me acuerdo de ti

1971
- Sp Belter 07.924: El último día de amor / ¡Muy bien! Vete de mi
- Sp Belter 08.031-A: Amarillo / Esto es amor
- Sp Belter 08.031-B: Amarillo / Esto es amor
- Lp Belter: Lo mejor del año. Varios artistas. Cristina canta: Amarillo

1973
- Lp Belter 22.726: "Mis amigos me llaman Cris" - La voz de un niño / Las calles mojadas / Barco a vela / Canción de soñar / El último día de amor / Eternamente enamorada / Mama samba / Jacinto / Quisiera ser tu sombra / Amor prohibido / Tábata / Vamos al circo / Muy bien, vete de mi / Largo es el camino
- Sp Belter 08.233: La voz de un niño / Barco a vela
- Sp Belter 08.250: Vamos al circo / Amor prohibido

1974
- Sp Belter 08.336: Las calles mojadas / Canción de soñar
- Sp Belter 08.424: Tábata / Jacinto

1975
- Sp Ariola 13.516-A: Soldaditos de papel / De igual color (1ºpremio Festival de la Canción de la Paz 1974)

1976
- Sp Beverly Records S-10008-B: Durmiendo en la misma cama / Una gitana
- Sp Beverly Records S-100015-B: Dormin en el mateix llit / Una gitana

1980
- Lp EDA 8-1135: Niño del año 2000 - Niño del año 2000 / Durmiendo en la misma cama / Camino de Santa Fe / Una gitana / Romance del toro / Cuando tu me interesabas / Quisiera decir a todos / Vuelve tu cabeza atrás / Se que volverás / Al tambor del Bruch

RECOPILACIONES:

2004
- Cd Blanco y Negro Music, S.A.-Rama-Lama BYN-52.792: "Los números 1 del Pop Español - 1972" - Cd2 - Pista 8 - Cristina canta: Amarillo

2007
- Cd Blanco y Negro Music, S.A.-Rama-Lama BYN-53.592: "Los éxitos de Eurovisión cantados en español" - Pista 20 - Cristina canta: Boom bang a bang

CRISTINA STOP
- Cd: A mi tierra iré / Cómo podría yo / Contabas estrellas / Cruzando miradas / Empecemos desde cero / Háblame de ti / Me quedo sola / Mi equipaje / Rompe el hielo / Un día me iré